# إيدن هاريل
إيدن هاريل (بالعبرية: עדן הראל‏) هي مقدمة تلفزيونية وممثلة إسرائيلية، ولدت في 10 فبراير 1976 في إيلات في إسرائيل.

## وصلات خارجية
- إيدن هاريل على موقع IMDb (الإنجليزية)